# Grönländische Fußballmeisterschaft 1974
Die Grönländische Fußballmeisterschaft 1974 war die 12. Spielzeit der Grönländischen Fußballmeisterschaft.
Meister wurde erstmals SAK Sisimiut.

## Teilnehmer
Über die Meisterschaft ist quasi nichts bekannt. Lediglich von zwei Mannschaften ist bekannt, dass sie teilgenommen haben. Dies waren:
- SAK Sisimiut
- K-33 Qaqortoq

## Modus
Der Modus der Meisterschaft ist weitestgehend unbekannt. Offenbar gab es drei Gruppen, nämlich eine nord-, eine mittel- und eine südgrönländische Gruppe, deren jeweilige Sieger in die Schlussrunde einzogen, die in Sisimiut ausgetragen wurde.

## Ergebnisse
Es ist kein Spiel überliefert. Es ist lediglich bekannt, dass SAK Sisimiut die Meisterschaft vor K-33 Qaqortoq gewann. Wer der nordgrönländische Finalist war, ist ebenfalls nicht überliefert.